# 47 Batalion Wsparcia Brygady (USA)
47 Batalion Wsparcia Brygady (ang. 47th Brigade Support Battalion „Modern Pioneers”) – batalion wsparcia Armii Stanów Zjednoczonych, aktualnie przydzielony do 2 Pancernej Brygadowej Grupy Bojowej „The Iron Brigade” 1 Dywizji Pancernej (2nd Armored Brigade Combat Team, 1st Armored Division).

## Struktura organizacyjna
Skład 2020
- dowództwo i kompania dowodzenia (HHC)
- kompania A
- kompania B
- kompania C
- kompania D dołączona do 1 szwadronu 1 pułku kawalerii (1-1 CAV)[3]
- kompania E dołączona do 1 batalionu 6 pułku piechoty (1-6 INF)[4]
- kompania F dołączona do 1 batalionu 35 pułku pancernego (1-35 AR)[5]
- kompania G dołączona do 4 batalionu 27 pułku artylerii polowej (4-27 FAR)[6]

## Historia
47 batalion wsparcia został utworzony 7 stycznia 1939 w regularnej armii jako 4th Medical Squadron i aktywowany 1 lutego 1939 w Fort Knox w Kentucky. 15 lipca 1940 został przeprojektowany w 4 Batalion Medyczny i przydzielony do 1 Dywizji Pancernej.
Batalion przeszedł kolejną zmianę 1 stycznia 1942 kiedy został przeprojektowany w 47th Armored Medical Battalion. 20 lipca 1944 ponownie przeorganizowany w 47th Medical Battalion (Armored). Pod koniec II wojny światowej batalion został zreorganizowany i przeprojektowany w 47 Pancerny Batalion Medyczny.
Po zakończeniu II wojny światowej 10 kwietnia 1946 batalion został dezaktywowany w Camp Kilmer w New Jersey. 7 marca 1951 w Fort Hood w Teksasie jednostka została reaktywowana. 1 maja 1987 po wielu latach służby w Niemczech, batalion został ostatecznie przekształcony i przeprojektowany w 47th Support Battalion (Forward) i aktywowany w Niemczech jako element 1 Dywizji Pancernej.

## Kampanie i wyróżnienia
Batalion służył w Azji Południowo-Zachodniej podczas operacji Operacja Pustynna Burza, w Bośni i Albanii wspierając oddział specjalny Hawk oraz w Kosowie wspierając oddział specjalny Falcon.
- II wojna światowa
  - walki w Tunezji
  - kampania włoska
  - Operacja Shingle
  - Rzym–Arno
  - Apeniny Północne
  - Nizina Padańska
- I wojna w Zatoce Perskiej
  - obrona Arabii Saudyjskiej
  - wyzwolenie Kuwejtu
  - przerwanie ognia
- Wojna z terroryzmem[8]

### Operacja Atlantic Resolve
Od marca 2020 batalion, jako szósta rotacyjna zmiana w ramach operacji Atlantic Resolve stacjonował w Skwierzynie.

### Odznaczenia
- Presidential Unit Citation (Army), inskrypcja na wstędze AL KUT AND AN NAJAF
- Valorous Unit Award, inskrypcja na wstędze IRAQ 1991
- Meritorious Unit Commendation (Army), inskrypcja na wstędze ITALY
- Meritorious Unit Commendation (Army), inskrypcja na wstędze SOUTHWEST ASIA 2005-2006
- Army Superior Unit Award, inskrypcja na wstędze 1995-1996[8]